# ヘモフィリアック
『ヘモフィリアック』(Hemophiliac) は、限定盤として発表された、ジョン・ゾーン、イクエ・モリ、マイク・パットンによる、即興実験音楽のアルバム。このアルバムは、CD2枚組、2500組限定盤として制作され、ゾーン、パットン、モリの3人が手書きの署名を入れて、ゾーンが主宰するレーベルであるツァディクからリリースされた。
「ヘモフィリアック (Hemophiliac)」は、「血友病患者」を意味する言葉であるが、このトリオの名義であり、このアルバムはセルフタイトル・アルバムである。

## 評価
| 専門評論家によるレビュー | 専門評論家によるレビュー |
| レビュー・スコア         | レビュー・スコア         |
| 出典                     | 評価                     |
| ------------------------ | ------------------------ |
| Allmusic                 | [ 4 ]                    |

オールミュージック (Allmusic) のレビューでディーン・マクファーレイン (Dean McFarlane) は、このアルバムに星4つを付け、「この化け物のような作品がもっと手に入りやすい形にならないのはなんとも残念なことで、このアルバムにはこれまでバラバラに折衷的な経歴を歩む中で3人がそれぞれ録音に残してきた自由な即興と比べても、より凶暴なものが収録されている」と評した。

## トラックリスト
全曲とも、モリ、パットン、ゾーンの共作である。
Disc One
1. "Skin Eruptions" – 10:59
2. "Edema" – 15:13
3. "Stretch Marks" – 7:13
4. "The Stitch" – 1:14
5. "Malabsorption" – 8:52
6. "High Anxiety" – 11:17
7. "Dizzy Spells" – 4:02
8. "Mood Swing" – 4:16

Disc Two
1. "Gotu Kola" – 8:33
2. "Black Kohosh" – 4:03
3. "The Squaw Vine" – 7:22
4. "Blessed Thistle" – 8:50
5. "Silymarin" – 1:56
6. "Red Clover" – 6:29
7. "Chlorophyll Enemas" – 14:17
8. "The Black Radish" – 1:53
9. "Essence of Primrose" – 3:31
10. "Dong Quai" – 7:57

## パーソネル
- イクエ・モリ – ドラムマシン、エレクトロニクス
- マイク・パットン – ボイス、エレクトロニクス
- ジョン・ゾーン – アルト・サックス、ボイス